# Preussia immersa
Preussia immersa är en svampart som tillhör divisionen sporsäcksvampar, och som först beskrevs av Hugo Zukal, och fick sitt nu gällande namn av J.H.Chang och Y.Z.Wang. Preussia immersa ingår i släktet Preussia, och familjen Sporormiaceae. Arten är reproducerande i Sverige.